# Sigley Falls
Die Sigley Falls sind ein Wasserfall im Tongariro-Nationalpark in der Region Manawatū-Whanganui auf der Nordinsel Neuseelands. Er liegt nordöstlich der Ortschaft Okahune an den südwestlichen Ausläufern des Vulkans Ruapehu im Lauf des Mangaehuehu Stream. Seine Fallhöhe beträgt rund 20 Meter.